# Gabinet Birkavs
El gabinet Birkavs fou el govern de Letònia entre el 3 d'agost de 1993 i el 19 de setembre de 1994. Era liderat pel Primer Ministre Valdis Birkavs. El seu mandat va començar el 3 d'agost de 1993, després de les eleccions de juliol de 1993. Fou substituït pel gabinet Krištopans el 26 de novembre de 1998, després de les eleccions d'octubre de 1998.

## Composició
Llista dels ministeris de Letònia encapçalats per ministres del Gabinet Birkavs:
| Càrrec                                                                   | Nom                      | Partit                    | Dates                                           |
| ------------------------------------------------------------------------ | ------------------------ | ------------------------- | ----------------------------------------------- |
| Primer Ministre                                                          | Valdis Birkavs           | Via Letona                | 3 d'agost de 1993 - 19 de setembre de 1994      |
| Viceprimer Ministre                                                      | Ojārs Kehris             | Via Letona                | 3 d'agost de 1993 - 19 de setembre de 1994      |
| Viceprimer Ministre                                                      | Egils Levits             | Via Letona                | 3 d'agost de 1993 – 19 de setembre de 1994      |
| Viceprimer Ministre                                                      | Māris Gailis             | Via Letona                | 3 d'agost de 1993 – 19 de setembre de 1994      |
| Ministre de Defensa                                                      | Valdis Pavlovskis        | Via Letona                | 3 d'agost de 1993 – 19 de setembre de 1994      |
| Ministre d'Afers Exteriors                                               | Georgs Andrejevs         | Via Letona                | 3 d'agost de 1993 – 7 de juny de 1994           |
| Ministre d'Afers Exteriors                                               | Valdis Birkavs (interí)  | Via Letona                | 7 de juny de 1994 - 19 de setembre de 1994      |
| Ministre d'Economia                                                      | Ojārs Kehris             | Via Letona                | 3 d'agost de 1993 – 19 de setembre de 1994      |
| Ministre de Finances                                                     | Uldis Osis               | Via Letona                | 3 d'agost de 1993 – 19 de setembre de 1994      |
| Ministre de l'Interior                                                   | Ģirts Valdis Kristovskis | Via Letona                | 3 d'agost de 1993 – 19 de setembre de 1994      |
| Ministre d'Educació, Cultura i Ciència                                   | Jānis Vaivads            | Unió d'Agricultors Letons | 3 d'agost de 1993 – 17 d'agost de 1994          |
| Ministre d'Educació i Ciència                                            | Jānis Vaivads (interí)   | Unió d'Agricultors Letons | 17 d'agost de 1994 - 19 de setembre de 1994     |
| Ministre de Cultura                                                      | Jānis Dripe (interí)     | Via Letona                | 17 d'agost de 1994 - 19 de setembre de 1994     |
| Ministre de Benestar                                                     | Jānis Ritenis            | Via Letona                | 3 d'agost de 1993 – 19 de setembre de 1994      |
| Ministre de Transport                                                    | Andris Gūtmanis          | Via Letona                | 3 d'agost de 1993 – 19 de setembre de 1994      |
| Ministre de Justícia                                                     | Egils Levits             | Via Letona                | 3 d'agost de 1993 – 19 de setembre de 1994      |
| Ministre per la Reforma Nacional                                         | Māris Gailis             | Via Letona                | 3 d'agost de 1993 – 19 de setembre de 1994      |
| Ministre per la Protecció del Medi Ambient i el Desenvolupament Regional | Ģirts Lūkins             | Unió d'Agricultors Letons | 3 d'agost de 1993 – 19 de setembre de 1994      |
| Ministre d'Agricultura                                                   | Jānis Kinna              | Unió d'Agricultors Letons | 3 d'agost de 1993 – 19 de setembre de 1994      |
| Ministre Especial                                                        | Edvīns Inkēns            | Via Letona                | 3 d'agost de 1993 – 19 de setembre de 1994      |
| Ministre d'Estat de Comerç Exterior i Afers Europeus                     | Oļģerts Pavlovskis       | Via Letona                | 3 d'agost de 1993 – 19 de setembre de 1994      |
| Ministre d'Estat d'Afers Bàltics i Nòrdics                               | Gunārs Meierovics        | Via Letona                | 3 d'agost de 1993 – 19 de setembre de 1994      |
| Ministre d'Estat de Pressupost                                           | Jānis Platais            | Independent               | 3 d'agost de 1993 – 19 de setembre de 1994      |
| Ministre d'Estat de Drets Humans                                         | Olafs Brūvers            | Independent               | 3 d'agost de 1993 – 19 de setembre de 1994      |
| Ministre d'Estat de Treball                                              | Andris Bērziņš           | Via Letona                | 3 d'agost de 1993 – 19 de setembre de 1994      |
| Ministre d'Estat d'Energia                                               | Andris Krēsliņš          | Independent               | 3 d'agost de 1993 – 19 de setembre de 1994      |
| Ministre d'Estat de Propietat Pública                                    | Edmunds Krastiņš         | Unió d'Agricultors Letons | 3 d'agost de 1993 – 19 de setembre de 1994      |
| Ministre d'Estat de Cultura                                              | Raimonds Pauls           | Independent               | 3 d'agost de 1993 – 20 de setembre de 1993      |
| Ministre d'Estat de Cultura                                              | Jānis Dripe              | Via Letona                | 20 de setembre de 1993 - 19 de setembre de 1994 |
| Ministre d'Estat per la Privatització                                    | Druvis Skulte            | Via Letona                | 12 d'agost de 1993 - 19 de setembre de 1994     |
| Ministre d'Estat per la Salut                                            | Normunds Zemvaldis       | Independent               | 20 de setembre de 1993 - 19 de setembre de 1994 |
| Ministre d'Estat per la Protecció del Medi Ambient                       | Indulis Emsis            | Partit Verd de Letònia    | 3 d'agost de 1993 – 19 de setembre de 1994      |
| Ministre d'Estats pels Boscos                                            | Kazimirs Šļakota         | Unió d'Agricultors Letons | 3 d'agost de 1993 – 19 de setembre de 1994      |
| Ministre d'Estat pel Resorgiment                                         | Vilis Krištopans         | Via Letona                | 3 d'agost de 1993 – 19 de setembre de 1994      |